# سولفید گالیم (II)
سولفید گالیم(II) (به انگلیسی: Gallium(II) sulfide) با فرمول شیمیایی GaS• یک ترکیب شیمیایی با شناسه پاب‌کم ۶۳۷۰۲۴۲ است. که جرم مولی آن ۱۰۱٫۷۸۸ g/mol می‌باشد. شکل ظاهری این ترکیب، بلورهای زرد است.